# Бильстин, Юрий Георгиевич
Юрий Георгиевич Бильстин (собственно Бильдштейн, в некоторых случаях подписывался как Юрий Ван-Орен; англ. Yuri Bilstin; 10 февраля 1887, Одесса — 15 декабря 1947, Нью-Йорк) — российский, французский и американский виолончелист и педагог.
Окончил Тифлисскую консерваторию (1904), затем стажировался в Брюссельской и Санкт-Петербургской консерваториях. В 1908—1909 гг. преподавал в Тифлисе, затем в 1909—1917 гг. в Санкт-Петербурге, где среди его учеников был Семён Гинзбург; в петербургский период много концертировал. В первые послереволюционные годы жил и работал в Самаре, выступал с концертами.
В 1922 году эмигрировал во Францию. Здесь открыл Психофизиологический институт музыкального образования, опубликовал методическое пособие «Психофизиологический метод музыкального обучения» (фр. Méthode psycho-physiologique d'enseignement musical; 1927), использовавший педагогические идеи Жака-Далькроза и вызвавший определённый резонанс. Сообщается, что педагогические идеи Бильстина повлияли на крупного французского музыкального педагога Пьера Санкана, а практикуемая Бильстином методика активного расслабления оказала большое влияние на Мориса Мартено.
В 1932 г. перебрался в США. Играл в составе фортепианного трио Карла Толлефсена, по разным поводам выступал также как солист (известно, например, о его сольной программе, состоявшей из собственных обработок кавказских и иранских песен). Выступал с лекциями о старинной музыке и старинных музыкальных инструментах. Открыл в Нью-Йорке собственную музыкальную школу. Ученицей Бильстина была, в частности, известная авангардная танцовщица Сибил Ширер.
Композиторское наследие Бильстина включает, среди прочего, «Орфические гимны» для трёх голосов с оркестром (1931), трио для виолы да гамба, флейты и фортепиано «Воззвание к Свету» (англ. Invocation to the Light; 1932) и др.